# Bleialf
Bleialf es un municipio localizado en el oeste de Alemania, dentro del estado federado de Renania Palatinado. Está situado al noroeste de Tréveris, en la región natural de Eifel y en una posición fronteriza con Bélgica.

## Historia

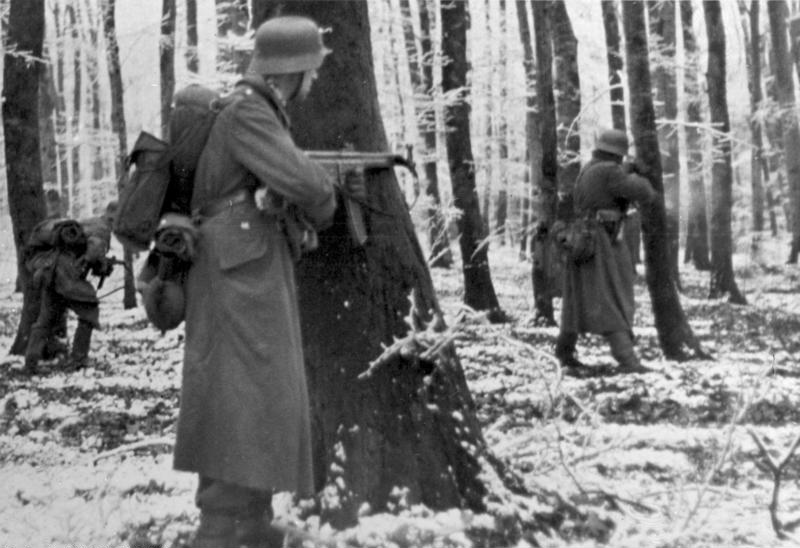
Soldados alemanes durante batalla de las Ardenas. El pueblo de Bleialf fue escenario de combates al inicio y al final de este episodio bélico.

Por los restos romanos encontrados en la vecina localidad de Mützenich, se estima que el área del municipio estuvo ya habitada durante los primeros siglos de nuestra era.
La primera mención escrita que se conserva sobre la población de Bleialf está en un documento de la abadía de Prüm datado en 893. La localidad entraba dentro de sus propiedades y su historia está ligada a la de este establecimiento religioso. En el momento de la redacción del documento no llevaba el actual nombre sino el de Alue. No sería hasta 1584 en que ya se tiene constancia del uso de la denominación Bleialf.
Durante la Edad Media, el control su territorio fue disputado entre varios señoríos circundantes así como por el obispado de Tréveris. Al finalizar este periodo, en 1496, se acabó de construir su iglesia parroquial Mariä Himmelfahrt (Asunción de María).
En el otoño de 1794 la región fue invadida por tropas francesas y los señoríos existentes  desaparecieron bajo un nuevo modelo de administración similar al de Francia. Esta administración fue mantenida por Prusia cuando en 1819 se hizo cargo del territorio tras el congreso de Viena y durante las décadas centrales del siglo XIX se comenzaron a construir las primeras carreteras y ferrocarriles en la región. 
Ya en el siglo XX, la localidad no sufrió destrucción durante la I Guerra Mundial debido a que Alemania se rindió antes de que los combates llegaran a su término. Sin embargo durante la Segunda Guerra Mundial el municipio sufrió por encontrarse dentro del ámbito de combate de la denominada batalla de las Ardenas. Al inicio de la ofensiva se encontraba tomada por los americanos. Constituía su línea del frente y por ello fue una de las primeras localidades en ser atacadas y reconquistadas por los alemanes el 16 de diciembre de 1944. Posteriormente, al final de la batalla, fue vuelta a tomar por los americanos el 3 de febrero de 1945 junto a Losheim, Krewinkel y Roth, siendo Bleialf el único lugar entre ellos donde encontraron resistencia.

## Geografía

Situación de Bleialf dentro del distrito de Bitburg-Prüm.

### Localización
El municipio de Bleialf se sitúa en el noroeste de Renania-Palatinado, a pocos km de Bélgica y en el límite con Renania del Norte. Limita con los siguientes municipios:
| Noroeste: Mützenich             | Norte: Oberlascheid                | Noreste: Oberlascheid       |
| Oeste: Mützenich y Winterscheid |                                    | Este: Oberlascheid y Buchet |
| Suroeste: Grosslangenfeld       | Sur: Grosslangenfeld y Brandscheid | Sureste: Brandscheid        |

### Características del territorio
El territorio municipal de Bleialf abarca una superficie de 755 ha. El casco urbano, en sí, ocupa unas 74 ha y se sitúa a una altitud aproximada de 490 m s. n. m.. El área cultivada se compone de 482 ha (64 %) con lo que supone una parte predominante en el término. Las áreas boscosas abarcan 142 ha (19 %) y las cubiertas por el agua, unas residuales 7 ha (1 %).
Su término esta atravesado por los arroyos Arenbach afluente del río Our y Alfbach, que lo es del río Prüm. Sobre el citado Alfbach desembocan los pequeños arroyos de Walleschbach, Sonnenbach y Wöppelbach. 
La localidad está situada en la región natural de Eifel donde, debido a su altitud, rige un clima continental dentro del área de clima oceánico del noroeste de Europa. Está caracterizado por una mayor oscilación térmica anual así como nieves y heladas durante el invierno. Los valores climáticos medios de la estación meteorológica de Nürburg situada a 57 km son los siguientes:
| Parámetros climáticos promedio de la Eifel-Wetterstation Nürburg-Barweiler | Parámetros climáticos promedio de la Eifel-Wetterstation Nürburg-Barweiler | Parámetros climáticos promedio de la Eifel-Wetterstation Nürburg-Barweiler | Parámetros climáticos promedio de la Eifel-Wetterstation Nürburg-Barweiler | Parámetros climáticos promedio de la Eifel-Wetterstation Nürburg-Barweiler | Parámetros climáticos promedio de la Eifel-Wetterstation Nürburg-Barweiler | Parámetros climáticos promedio de la Eifel-Wetterstation Nürburg-Barweiler | Parámetros climáticos promedio de la Eifel-Wetterstation Nürburg-Barweiler | Parámetros climáticos promedio de la Eifel-Wetterstation Nürburg-Barweiler | Parámetros climáticos promedio de la Eifel-Wetterstation Nürburg-Barweiler | Parámetros climáticos promedio de la Eifel-Wetterstation Nürburg-Barweiler | Parámetros climáticos promedio de la Eifel-Wetterstation Nürburg-Barweiler | Parámetros climáticos promedio de la Eifel-Wetterstation Nürburg-Barweiler | Parámetros climáticos promedio de la Eifel-Wetterstation Nürburg-Barweiler |
| Mes                                                                        | Ene.                                                                       | Feb.                                                                       | Mar.                                                                       | Abr.                                                                       | May.                                                                       | Jun.                                                                       | Jul.                                                                       | Ago.                                                                       | Sep.                                                                       | Oct.                                                                       | Nov.                                                                       | Dic.                                                                       | Anual                                                                      |
| -------------------------------------------------------------------------- | -------------------------------------------------------------------------- | -------------------------------------------------------------------------- | -------------------------------------------------------------------------- | -------------------------------------------------------------------------- | -------------------------------------------------------------------------- | -------------------------------------------------------------------------- | -------------------------------------------------------------------------- | -------------------------------------------------------------------------- | -------------------------------------------------------------------------- | -------------------------------------------------------------------------- | -------------------------------------------------------------------------- | -------------------------------------------------------------------------- | -------------------------------------------------------------------------- |
| Temp. máx. media (°C)                                                      | 1                                                                          | 2                                                                          | 5                                                                          | 9                                                                          | 14                                                                         | 17                                                                         | 19                                                                         | 19                                                                         | 16                                                                         | 11                                                                         | 5                                                                          | 2                                                                          | 10                                                                         |
| Temp. mín. media (°C)                                                      | −3                                                                         | −3                                                                         | −1                                                                         | 2                                                                          | 6                                                                          | 9                                                                          | 11                                                                         | 11                                                                         | 9                                                                          | 5                                                                          | 1                                                                          | −2                                                                         | 3.8                                                                        |
| Lluvias (mm)                                                               | 72                                                                         | 60                                                                         | 70                                                                         | 64                                                                         | 74                                                                         | 79                                                                         | 81                                                                         | 83                                                                         | 64                                                                         | 66                                                                         | 78                                                                         | 80                                                                         | 871                                                                        |
| Días de lluvias (≥ 1.0 mm)                                                 | 20                                                                         | 19                                                                         | 18                                                                         | 17                                                                         | 17                                                                         | 16                                                                         | 16                                                                         | 17                                                                         | 14                                                                         | 16                                                                         | 20                                                                         | 20                                                                         | 210                                                                        |
| Fuente: Wetterkontor (valores para el periodo 1961 a 1990)                 |                                                                            |                                                                            |                                                                            |                                                                            |                                                                            |                                                                            |                                                                            |                                                                            |                                                                            |                                                                            |                                                                            |                                                                            |                                                                            |

### Comunicaciones
Por el término de Bleialf no discurre ninguna carretera federal (Bundesstraße), pero es atravesada por varias carreteras regionales (Landesstraße): la L1 que la une al norte con Auw bei Prüm, Roth bei Prüm y con la carretera federal B265, a la vez que al suroeste lo hace con Grosslangenfeld y la autopista A60; la L17, por su parte, le permite el acceso al norte con Mützenich y Bélgica mientras que al este lo hace con Sellerich y Prüm; finalmente la L12 la conecta con Brandscheid. De la población parten dos carreteras comarcales (Kreisstraße): la K102 al oeste que la une con Winterscheid y la K104 al noreste que la conecta con Oberlascheid. 
Actualmente no tiene comunicación por tren; existió una vía secundaria pero actualmente está reconvertida en un camino para ciclismo denominado Eifel-Ardennen-Radweg. La estación más cercana se sitúa en Gerolstein a 38 km. 
Varias líneas de autobuses conectan la localidad con Prüm, cabeza de la mancomunidad, y con otros pueblos vecinos.
Los aeropuertos más cercanos son los de Luxemburgo a unos 98 km; Fráncfort-Hahn a unos 111 km y Colonia/Bonn a unos 119 km.

## Demografía

### Hábitat humano
A 31 de diciembre de 2015 vivían 1204 individuos en el municipio. La evolución de la población ha experimentado un leve pero constante ascenso anual desde los años 1960 que la ha llevado desde 848 habitantes en 1962 a la cifra actual de 1204 en 2015. En 2015, 89 nuevas personas fijaron su residencia en Bleialf mientras que 88 partieron de la localidad para vivir en otros lugares. Esto supuso un saldo migratorio positivo de 1 individuo. Su densidad de población se sitúa en 160 habitantes por km², inferior a la que se da en Renania-Palatinado donde viven 204 personas por km².
El casco urbano de la localidad se compone principalmente de viviendas unifamiliares (72 %) u ocupadas por dos hogares (20 %). Las edificaciones que albergan más de tres viviendas son pocas, el (8 %) del total. En este último tipo de edificación se sitúan el 23 % de los domicilios, un nivel inferior al de Renania-Palatinado que es del 37 %.

### Características sociales
| Hombres | Edad     | Mujeres |
| ------- | -------- | ------- |
| 3,11    | 75 y más | 6,14    |
| 4,71    | 65-75    | 5,30    |
| 7,91    | 55-65    | 6,31    |
| 7,82    | 45-55    | 7,06    |
| 5,63    | 35-45    | 6,06    |
| 7,06    | 25-35    | 5,38    |
| 7,23    | 15-25    | 6,81    |
| 6,31    | 0-15     | 7,15    |

En 2015, de los 1204 habitantes, 617 eran hombres y 587 mujeres. Un 10 % eran extranjeros, porcentaje en línea al 10 % que se daba a nivel regional y al 9 % para el total de Alemania.
Dentro del ámbito religioso, según el censo de 2011, un 88 % de los habitantes se declaraban cristianos (83 % católicos y 5 % evangélicos) mientras que un 12 % profesaban otras religiones o no seguían ninguna. El porcentaje de cristianos era superior al total regional, que se sitúa en un 77 % (45 % católicos y 32 % evangélicos) y al nacional, donde se censaba un 59 % (30 % católicos y 29 % evangélicos).
De acuerdo al mismo censo de 2011, las familias con hijos representaban el 44 %, menos que el total regional del 56 %. Las familias monoparentales eran el 11 %, en línea con el regional del 12 %.

### Asociaciones
Los habitantes de Bleialf cuentan con un buen número asociaciones. Aparte de un cuerpo de  bomberos voluntarios y un club de fútbol, han formado un club de pesca; una asociación de mineros que mantiene una mina visitable por el público; una agrupación del club de Eifel (Eifelverein) fundada en 1889 y con 300 miembros que cuida de los caminos y el paisaje además de organizar excursiones y otras actividades; una asociación para la promoción del turismo; una comparsa de carnaval; una asociación de mujeres católicas; un grupo de danza infantil; un grupo de atletismo; un grupo de ayuda de la orden de Malta; una asociación de amigos de los automóviles; una agrupación musical; una hermandad de reservistas del ejército; un grupo de teatro y un grupo local de la VdK que es una asociación nacional que defiende los derechos sociales de personas que necesitan ayuda.

## Administración

### Estructura
El municipio está regido por un consejo de dieciséis miembros dirigido por el alcalde. En el ejercicio de 2014 tuvo unos ingresos totales de 1 548 000 euros y unos gastos 1 382 000 euros. Al final de ese ejercicio mantenía una deuda de 1 011 000 euros.
Junto a otros cuarenta y tres municipios vecinos forman la mancomunidad Verbandsgemeinde Prüm, con sede en Prüm, que asume un buen número de responsabilidades tales como: funcionamiento de los centros escolares; protección antiincendios; construcción y funcionamiento de centros deportivos; abastecimiento de agua potable y ordenamiento urbanístico. También ofrece diferentes servicios a los ciudadanos como el denominado Jugendtaxi (taxi juvenil) que consiste en un servicio de taxi utilizable por los jóvenes entre 16 y 21 años a partir de las 22:00 horas las noches de viernes, sábado y víspera de fiesta. El taxi les lleva a su domicilio (que debe estar situado dentro de la mancomunidad) por 1,5 euros. Igualmente se responsabiliza de la gestión de competencias estatales como la emisión de documentos de identidad o la ordenanza en las carreteras. La mancomunidad tiene una caja propia que se nutre con las aportaciones de los municipios que la integran.
Judicialmente se encuentra dentro de los siguientes ámbitos : local o  Amtsgericht de Prüm, el regional o Landgericht de Tréveris y el regional superior o Oberlandesgericht de Coblenza.

### Política
| Resultados electorales en el municipio de Bleialf (datos en %) |               |      |      |     |     |       |       |       |
| Elecciones                                                     | participación | SPD  | CDU  | AfD | FDP | Grüne | Linke | otros |
| Federales 2013                                                 | 63,3          | 24,5 | 50,5 | 2,5 | 8,8 | 4,7   | 4,4   | 4,6   |
| Europeas 2014                                                  | 44,7          | 32,4 | 50,6 | 1,9 | 2,3 | 4,6   | 1,5   | 6,7   |
| Regionales 2016                                                | 69,0          | 39,2 | 34,1 | 8,0 | 8,4 | 3,7   | 1,1   | 5,5   |

En cuanto a simpatías políticas, estas muestran una variación dependiendo del tipo de elecciones. Así, mientras que en las elecciones federales, el partido más votado fue la CDU (Unión Demócrata Cristiana), en las elecciones regionales, este puesto lo alcanzó el SPD (Partido Socialdemócrata).
Para las elecciones municipales, en Renania-Palatinado rige un sistema de elección con listas abiertas por el cual los electores dan su voto a individuos particulares independientemente del partido al que pertenezcan.

## Infraestructuras

### Sanidad
El municipio cuenta con una farmacia. Además, tienen consulta abierta en la localidad, un médico de medicina general y dos dentistas.
Los hospitales regionales que dan servicio a Bleialf son el St. Joseph a 14 km en Prüm y el St. Elisabeth situado en Gerolstein a 34 km. Ambos establecimientos cuenta con servicio de urgencias. En Prüm también existe un centro pediátrico que atiende a niños con problemas físicos y psíquicos.
Para el cuidado a domicilio de ancianos y enfermos existe una empresa privada que da servicio a la localidad y municipios vecinos. También existen dos consultas de fisioterapia a la vez que un centro para gimnasia de rehabilitación que funciona semanalmente.

### Educación
Bleialf cuenta con una escuela infantil católica para atender las necesidades de sus habitantes. También dispone de educación primaria que se imparte en la escuela Ganztagrundschule Bleialf/Auw.
Un tipo de educación secundaria, la que imparten las Realschule, puede ser seguida en la localidad en el centro RS plus Bleialf.
En Prüm, capital de la mancomunidad, se encuentran más centros de educación: una escuela de primaria; tres de secundaria; un centro de formación profesional y dos institutos para bachillerato. Igualmente se localiza una escuela de educación especial.
Por otro lado, en el centro ciudadano del municipio se sitúa una biblioteca.

### Deporte
El municipio cuenta con un campo de fútbol donde entrena y juega el equipo local: SC 1949 Bleialf.
Dispone de una piscina que se abre durante el verano y un campo de minigolf. El senderismo y el ciclismo se pueden practicar en un buen número de rutas que discurren por el término municipal y en la localidad hay un grupo de atletismo y carreras.
En el ámbito de la comunidad de municipios se pueden practicar deportes de invierno en el área de Schwarzer Mann situada junto a la carretera L20 entre Brandscheid y Ormont, por otro lado, Prüm dispone de piscina cubierta.

### Protección
La localidad no cuenta con comisaría de policía y depende de la situada a 14 km en Prüm que, a su vez, depende de la dirección de policía de Wittlich.
Para el servicio de protección antiincendios, Bleialf cuenta con su propia agrupación de bomberos voluntarios que también cubre la vigilancia de un tramo de la autopista A60 que queda fuera de su término municipal.

### Religión
En el ámbito religioso, respecto a la confesión católica, la localidad está incluida dentro de la diócesis del obispado de Tréveris y cuenta con la iglesia de Mariä Himmelfahrt
construida en 1496.
Para la confesión evangélica, se integra en la «Iglesia Evangélica de Renania» dentro de su distrito de Tréveris. No existe templo propio y dependen de la comunidad de Prüm, la cual, les ofrece el servicio religioso en la iglesia católica de Bleialf.

## Economía

### Actividades
En el municipio existen 11 explotaciones agropecuarias que disponen una media de 68 ha de cultivo y pastos cada una. La cabaña ganadera se compone de 714 vacas lecheras. Dentro del sector secundario, existe una fábrica de elementos de hormigón, un fabricante de chimeneas, un taller que produce maquinaria agrícola y un taller de ebanistería. En el sector terciario hay un buen número de empresas y servicios: talleres de coches, oficina bancaria, comercio de materiales de construcción, montaje de tejados, mantenimiento de equipos informáticos, electricistas, autoescuela, florista, peluquería, cuidado de jardines, inmobiliaria, comercio y montaje de cocinas, comercio de muebles, abogacía, fisioterapia, gestoría, transporte de mercancías, taxi, estudio y agencia de publicidad. En este sector también cuentan con establecimientos de hostelería y alojamiento.

### Trabajo
| Lugar de trabajo de los habitantes del municipio de Bleialf (2011) | Personas | %      |
| ------------------------------------------------------------------ | -------- | ------ |
| Habitantes que trabajan en la misma localidad                      | 347      | 51,6 % |
| Habitantes que trabajan otras localidades                          | 303      | 45,0 % |
| Habitantes en situación de desempleo                               | 23       | 3,4 %  |
| Total población activa                                             | 673      | 100 %  |
|                                                                    |          |        |
| Ocupación de los puestos de trabajo en Bleialf (2011)              | Puestos  | %      |
| Puestos ocupados por personas que viven en la localidad            | 347      | 64,5 % |
| Puestos ocupados por personas que viven en otras localidades       | 191      | 35,5 % |
| Total puestos de trabajo                                           | 538      | 100 %  |

Habitualmente, 191 personas vienen a trabajar diariamente al pueblo mientras 303 parten de la población para ejercer sus actividades en otros lugares.
La población activa de Bleialf la componen 673 personas de las que un 45 % desarrollan su trabajo fuera de la localidad. Los puestos de trabajo, por su parte, son 538 de los que un 36 % son ocupados por personas que viven en otras localidades y acuden diariamente a la localidad para trabajar. Esto es algo habitual en la región de Eifel, especialmente en el área norte donde dos tercios de los trabajadores se desplazan a otra población para desarrollar su labor.

### Nivel económico
La población en el total del municipio tiene un nivel económico inferior en comparación con el resto del país. Los ingresos medios anuales de los habitantes obligados a pagar impuestos son de 26 015 euros, un 21 % inferiores a la media de Alemania que se sitúa en 31 500 euros. La tasa media de impuestos que pagan es del 12,7 % mientras que la media nacional se sitúa en el 17,4 %.

## Turismo

### Elementos destacados

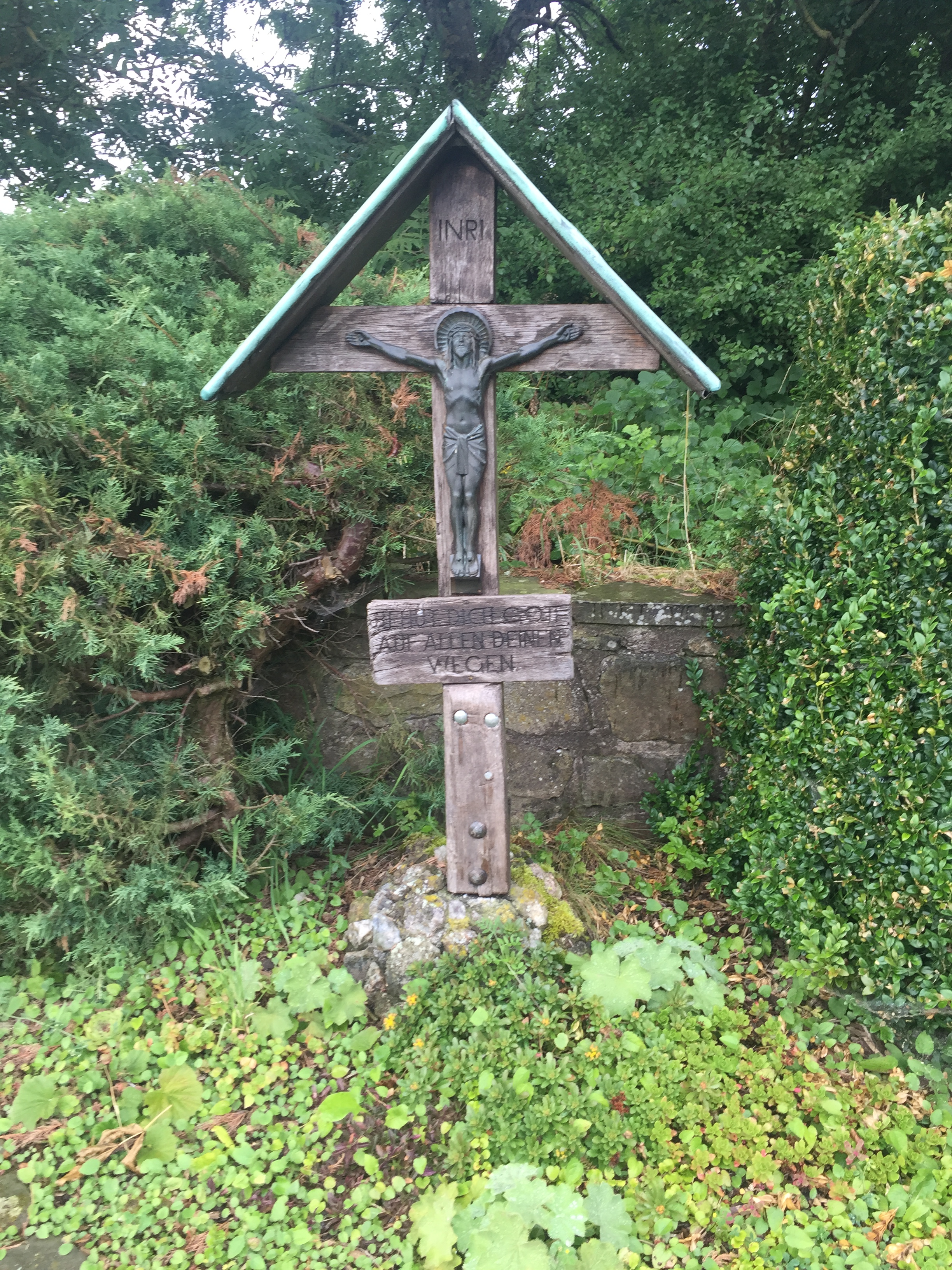
Pequeña cruz del camino junto a Bleialf. El municipio cuenta con varias de ellas catalogadas como bien cultural o Denkmal.

El municipio de Bleialf cuenta con once edificios, instalaciones o elementos calificados como bien cultural o Denkmal por la «Dirección General de Herencia Cultural de Renania-Palatinado». Se puede considerar que el principal de todos es la iglesia parroquial de Mariä Himmelfahrt cuyas partes más antiguas (los cimientos) provienen del siglo XIII. Además, están catalogados los siguientes:
Auwer Strasse: un dintel (datado en 1867), una casa (1739) y una cruz del camino (1620)
Bahnhof Strasse: dos viviendas (datadas en 1757 y 1719)
Brandscheider Weg: una cruz del camino (datada en 1779)
Oberbergstrasse: una cruz del camino con columna (datada en 1628)
Poststrasse: una cruz del camino (datada en 1549)
Fuera del casco urbano: túneles para conducción de agua en Mühlenberg (datados en 1839) y una cruz sobre pedestal en la carretera a Ihrenbrück (1875).
Aparte de estos, tiene también otros elementos destacados: la antigua estación de tren, el memorial a los muertos en las dos Guerras Mundiales, un antiguo molino de agua así como una antigua mina de plomo que puede ser visitada por el público.

### Atracciones

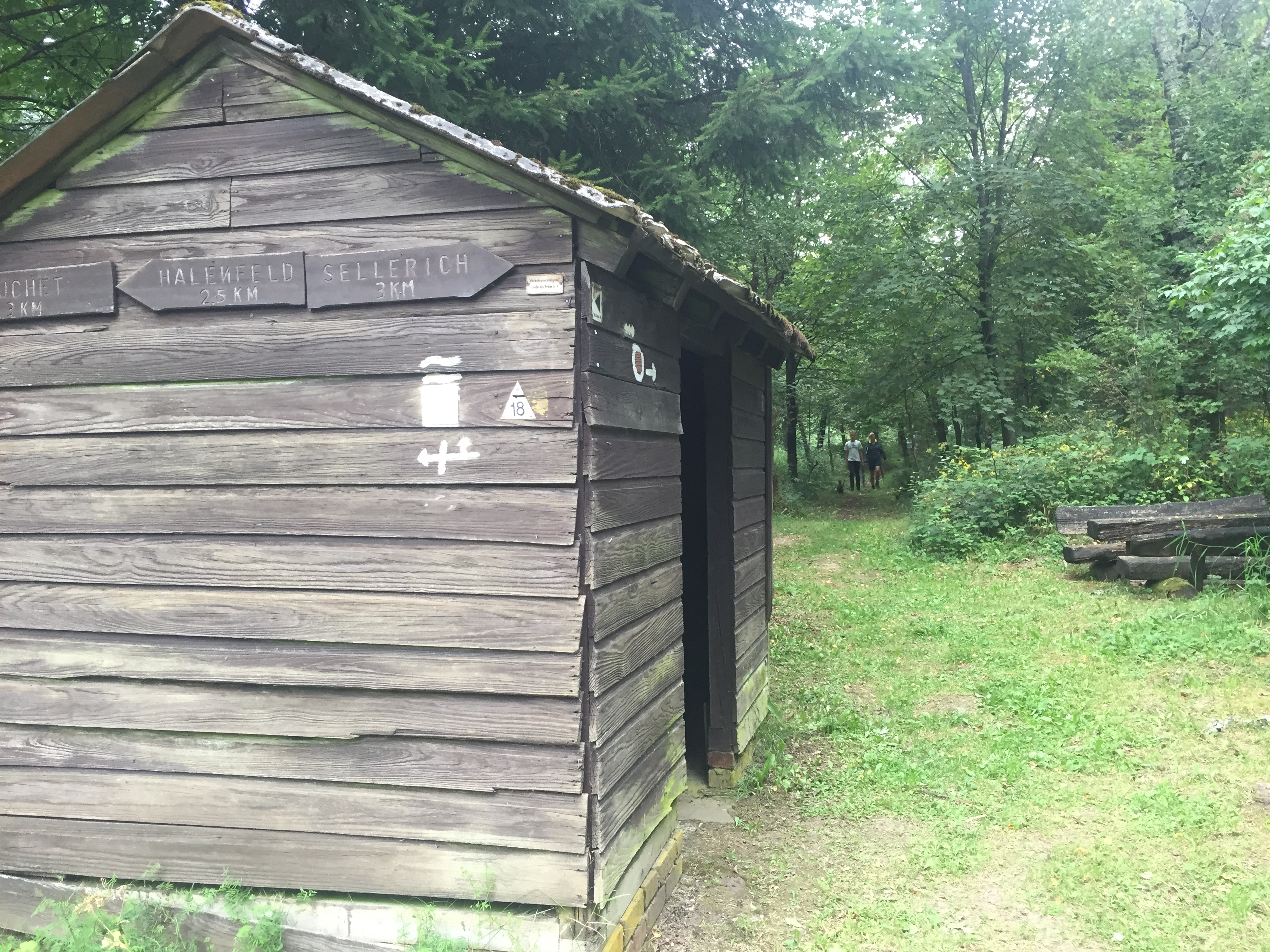
Refugio junto a una ruta de senderismo cerca de Bleialf.

Bleialf goza de calificación como Erholungsort (lugar de descanso). Para coordinar su oferta turística, el municipio tiene constituida la asociación Schneifel-Touristik e.V. con su propia página web. Su eslogan reza Willst Du ins Herz der Eifel – dann kommt in die Schneifel (en español: «si quieres ir al corazón de Eifel, entonces ven a Schneifel»). Está bastante centrada en la naturaleza, destacando el senderismo en las rutas que atraviesan su demarcación, tales como la ruta de la mina (Bergbaupfad), la de la línea Sigfrido (Westwallpfad),  la de Ernest Hemingway o el camino de Matías (Matthiasweg). Para el ciclismo se tiene acondicionada la antigua vía de tren (Eifel-Ardennen Radweg) que, a través de 40 km, conecta Prüm con la población belga de St. Vith. Igualmente, disponen de un área para deportes de nieve junto al monte Schwarzer Mann con unos 12 km de tramos señalizados para esquiar.

### Infraestructura
En su página web, la asociación turística incluye una relación de los establecimientos hoteleros disponibles. En el municipio existen doce que ofrecen un total de 175 camas. En 2015 recibieron a 1527 huéspedes que pasaron una media de 3 noches cada uno.
La tipología de los establecimientos es muy variada: hoteles, pensiones, granjas, casas de vacaciones y camping. También disponen de un campamento juvenil para grupos. En el ámbito hostelero, la localidad también cuenta con varios restaurantes y cafés.

## Otra bibliografía utilizada en el artículo
1. Bergstrom, Christer (2014).  Casemate / Vaktel Forlag, 2014, ed. The Ardennes, 1944-1945 (en inglés). ISBN 9781612002774. Consultado el 17 de enero de 2017.
2. Bevölkerung und Haushalte (2011).  Statistischer Landesamt Rheiland-Pfalz, ed. Zensus 2011. Bevölkerung und Haushalte: Gemeinde Bleialf (PDF) (en alemán). Consultado el 7 de enero de 2017.

- Datos: Q553361
- Multimedia: Bleialf / Q553361